# Marquisat de Varambon
 (février 2025).
1000–1789
(789 ans)
Le marquisat de Varambon est une seigneurie de la Bresse et de la Dombes basé sur l’actuelle commune de Varambon mais dont les fiefs s’étendaient de Saint-Maurice-de-Rémens au Sud à Tossiat au Nord. La seigneurie est érigée en marquisat le 9 mars 1576.
Fondé est détenu pendant plus de 5 siècles par la famille de La Palud, le marquisat passera ensuite aux mains de la famille de Rye, puis des Perrachon jusqu’à la révolution.

## Héraldique

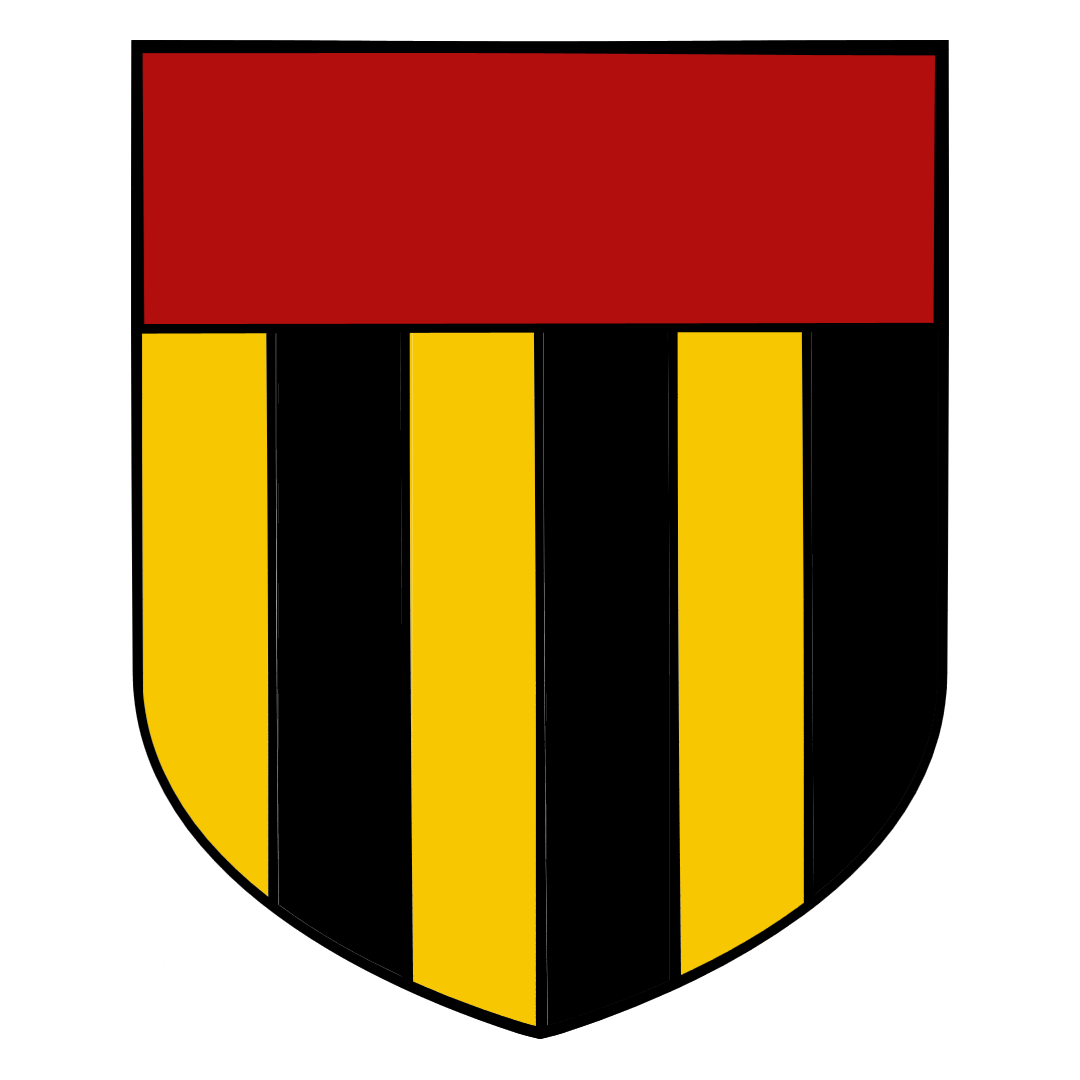
Blason du Marquisat de Varambon.

La seigneurie de Varambon a une armoirie enregistré à la généralité de Bourg-en-Bresse :
Palé d’or et de sable de six pièces et un chef de gueules.

## Fiefs dépendants du marquisat

### Directement dépendants du marquisat
Sur ces villages, meix, bourg et paroisses, le marquis de Varambon avait les droits de justice. Ses sujets taillables était tenus à corvées à miséricorde et il prélevait la mainmorte sur ceux qui sont reconnus taillables. Il a également le droit d’institution et de collation des chanoines et des chapelains du chapitre de Varambon.
Dans la paroisse Marie-Madeleine :
- Le village de Prost et meix Mossaud qui sont de condition mainmortable.

- Le village de Caronnière qui est de condition franche.
- Le village de Vérandière qui est de condition franche.
- Le village de Ponthenin qui est de condition franche.
- Le village de Blanchière, vers la paroisse de Dompierre en Dombes, qui est de condition franche.

Dans la paroisse de Berruyère:
- Le village de Berruyère qui est en partie Franche et en partie de mainmorte.
- Le village de Cruix qui est en partie franc et en partie taillable.
- Le village de Rossettes qui est de condition franche.
- Le village de la Ruaz qui est de condition franche.
- Le village de Montbègue est en partie franc et en partie taillable.

Dans la paroisse de Prin:
- Le village de Prin qui est de condition franche.

Dans la paroisse de la Tranclière :
- Le village de la Tranclière qui est en partie franc et en partie taillable.
- Le village de Corchière qui est de condition franche.
- Le village de Donsonnaz qui est en partie franc et en partie taillable.
- Le village de Champt qui est de condition taillable.

Dans la paroisse de Saint-Martin-du-Mont :
- Le village de Chiloup qui est de condition franche.
- Le meix Martin qui est de condition franche.
- Le village de Mollard qui est franc et taillable.